# Rosita Fadul
Rosa Francia “Rosita” Fadul y Fadul de Villamán (1 de marzo de 1933 - 24 de octubre de 2015), fue una abogada, funcionaria y política dominicana.
Nacida en la ciudad de Santiago De Los Caballeros fue hija de María Mercedes Fadul y José Neme Fadul. La mayor de sus 10 hermanos, Pedro Pablo, Víctor Manuel, José María, José Norberto, Miguel Ángel, José Domingo, José David, José Ernesto y José Ramón. Estudió en la Pontificia Universidad Católica Madre y Maestra. Fungió como directora por muchos años de la Oficialía del Estado Civil de la Tercera Circunscripción.
Fue gobernadora de Santiago desde 1994 al 1996, y también diputada en el período desde 1998 al 2002.
Contrajo matrimonio con José Gabriel Villamán. Fueron padres de 3 hijos: José Sigfredo, Persia Iluminada y Eduardo Miguel Villamán.
Falleció el 24 de octubre de 2015 a los 82 años.